# Коцьол-Дужи
Коцьол-Дужи (пол. Kocioł Duży) — село в Польщі, у гміні Піш Піського повіту Вармінсько-Мазурського воєводства.
Населення — 249 осіб (2011).
У 1975-1998 роках село належало до Сувальського воєводства.

## Демографія
Демографічна структура станом на 31 березня 2011 року:
|          | Загалом | Допрацездатний вік | Працездатний вік | Постпрацездатний вік |
| -------- | ------- | ------------------ | ---------------- | -------------------- |
| Чоловіки | 126     | 26                 | 88               | 12                   |
| Жінки    | 123     | 23                 | 83               | 17                   |
| Разом    | 249     | 49                 | 171              | 29                   |